# Spodoptera gratiosa
Spodoptera gratiosa är en fjärilsart som beskrevs av Walker 1865. Spodoptera gratiosa ingår i släktet Spodoptera och familjen nattflyn. Inga underarter finns listade i Catalogue of Life.